# Кочериха
Кочериха, иначе Кочераиха — река в России, протекает по Ивановской области. Устье реки находится по левому берегу реки Шепелевка около деревни Грезино. Исток — озеро Фоминское Шуйского района. Не судоходна, длина реки — около 10 км.
Вдоль русла реки расположены населённые пункты (от устья к истоку): деревни Грезино, Бруснижново Лежневского района Ивановской области.

## Данные водного реестра
По данным государственного водного реестра России относится к Окскому бассейновому округу, водохозяйственный участок реки — Уводь от истока и до устья, речной подбассейн реки — Бассейны притоков Оки от Мокши до впадения в Волгу. Речной бассейн реки — Ока.
Код объекта в государственном водном реестре — 09010301012110000033069.